# Bristol (Florida)
Bristol ist eine Stadt und zudem der County Seat des Liberty County im US-Bundesstaat Florida. Das U.S. Census Bureau hat bei der Volkszählung 2020 eine Einwohnerzahl von 918 ermittelt.

## Geographie
Bristol liegt etwa 60 km westlich von Tallahassee. Im Westen von Bristol fließt der Apalachicola River an der Stadt vorbei.

## Demographische Daten
Laut der Volkszählung 2010 verteilten sich die damaligen 996 Einwohner auf 302 Haushalte. Die Bevölkerungsdichte lag bei 237,1 Einw./km². 82,2 % der Bevölkerung bezeichneten sich als Weiße, 9,5 % als Afroamerikaner, 1,3 % als Indianer und 0,2 % als Asian Americans. 5,1 % gaben die Angehörigkeit zu einer anderen Ethnie und 1,6 % zu mehreren Ethnien an. 7,5 % der Bevölkerung bestand aus Hispanics oder Latinos.
Im Jahr 2010 lebten in 34,0 % aller Haushalte Kinder unter 18 Jahren sowie 32,6 % aller Haushalte Personen mit mindestens 65 Jahren. 63,8 % der Haushalte waren Familienhaushalte (bestehend aus verheirateten Paaren mit oder ohne Nachkommen bzw. einem Elternteil mit Nachkomme). Die durchschnittliche Größe eines Haushalts lag bei 2,47 Personen und die durchschnittliche Familiengröße bei 3,11 Personen.
26,9 % der Bevölkerung waren jünger als 20 Jahre, 25,3 % waren 20 bis 39 Jahre alt, 25,7 % waren 40 bis 59 Jahre alt und 21,7 % waren mindestens 60 Jahre alt. Das mittlere Alter betrug 38 Jahre. 49,6 % der Bevölkerung waren männlich und 50,4 % weiblich.
Das durchschnittliche Jahreseinkommen lag bei 33.906 $, dabei lebten 33,0 % der Bevölkerung unter der Armutsgrenze.
Im Jahr 2000 war Englisch die Muttersprache von 91,22 % der Bevölkerung und spanisch sprachen 8,78 %.

## Sehenswürdigkeiten
Der Torreya State Park und die Yon Mound and Village Site sind im National Register of Historic Places gelistet.

## Verkehr
In Bristol mündet die Florida State Road 12 in die Florida State Road 20. Der nächste Flughafen ist der Tallahassee International Airport (rund 65 km östlich).